# Mathieu Segers
Mathieu Segers (Maastricht, 27 januari 1976 – aldaar, 16 december 2023) was een Nederlands historicus. Hij was onder andere decaan van het University College Maastricht. Segers is auteur van diverse boeken over (recente) Europese geschiedenis. Hij was een van de invloedrijkste stemmen in het Nederlandse Europadebat.

## Loopbaan
Segers studeerde politicologie aan de Radboud Universiteit, alwaar hij in 2006 promoveerde als historicus op een proefschrift over de Frans-Duitse relaties ten tijde van de Europese integratie in de jaren vijftig.
In de periode 1999-2001 was hij als adviseur werkzaam op de ministeries van Sociale Zaken en Werkgelegenheid en van Financiën. Van medio 2005 tot medio 2007 was hij universitair docent aan de Radboud Universiteit, gevolgd door een negenjarig universitair hoofddocentschap 'Europese integratie' aan de Universiteit Utrecht. 
In 2010/2011 was hij als Fullbright-Schumann Fellow verbonden aan het Center for European Studies van de Harvard University. In 2013 als Senior Research Fellow aan de afdeling voor Internationale Studies van de Universiteit van Oxford.
Van 2016 tot 2020 was hij decaan van het University College Maastricht. Vanaf 2016 was hij tevens hoogleraar Hedendaagse Europese Geschiedenis en Europese Integratie aan de Faculty of Arts and Social Sciences van de Universiteit Maastricht. Aan dezelfde universiteit bekleedde hij de 'Europa-leerstoel' (EuropaChair), in welke hoedanigheid hij leiding gaf aan het programma Maastricht, Working on Europe (MWoE) van Studio Europa Maastricht.
Mathieu Segers overleed half december 2023 na een lang ziekbed op 47-jarige leeftijd aan de gevolgen van darmkanker. Postuum verscheen zijn boek Europa en het idee uit de toekomst in december 2024.

## Nevenfuncties
Een belangwekkende nevenfunctie van Segers was zijn lidmaatschap van het Wetenschappelijk Stafbureau van de Wetenschappelijke Raad voor het Regeringsbeleid.
Op 17 juni 2022 werd bekendgemaakt dat de ministerraad had ingestemd met de voordracht van Segers voor benoeming tot lid van de Wetenschappelijke Raad voor het Regeringsbeleid (WRR).
Met zijn columns in Het Financieele Dagblad en De Groene Amsterdammer, zijn wekelijkse 'Europa-rubriek' op NPO Radio 1 en zijn podcast 'Café Europa' wist hij ook een breder publiek te bereiken.

## Nalatenschap
Als eerbetoon aan zijn werk werd na zijn dood een jaarlijkse lezing georganiseerd, de "Mathieu Segers Lezing". De allereerste lezing werd op 10 februari 2025 in Nieuwspoort, Den Haag uitgesproken door voormalig Eurocommissaris Frans Timmermans. Een deel van het Europa Archief in Maastricht, met name dat wat betrekking heeft op het Verdrag van Maastricht, is naar hem vernoemd.

## Prijzen en onderscheidingen
Aan Segers werd voor het boek Reis naar het continent: Nederland en de Europese integratie, 1950 tot heden de PrinsjesBoekenprijs 2013, de jaarlijkse prijs voor het beste politieke boek, toegekend.